# (148209) 2000 CR105
(148209) 2000 CR105 es el cuarto objeto conocido más lejano en el sistema solar,  más cerca que 2000 OO67, 2006 SQ372 y Sedna. Su órbita es bastante excéntrica con una distancia media de 219 UA. 2000 CR105 tarda 3240 años en recorrerla.
2000 CR105 tiene un diámetro de unos 253 km. Debido a este pequeño tamaño no se le considera candidato a planeta enano.
2000 CR105 y Sedna se diferencian del resto de objetos del disco disperso en que sus distancias de perihelio no se encuentran bajo la influencia gravitatoria de Neptuno. De hecho se desconoce el proceso por el que estos cuerpos han acabado en dichas posiciones.